# ベルガモ
ベルガモ（イタリア語: Bergamo ( 音声ファイル)）は、イタリア共和国ロンバルディア州中部にある都市で、その周辺地域を含む人口約12万人の基礎自治体（コムーネ）。ベルガモ県の県都。
ミラノの北東約40km、アルプスの麓に位置する。市街は、丘の上の旧市街チッタ・アルタ（上の町）と、丘の下の新市街チッタ・バッサ（下の町）からなる。城壁に囲まれたチッタ・アルタには、中世の面影を残す景観や多くの文化財がある。整然と作られたチッタ・バッサは、19世紀以降商工業の中心として発展した。
ベルガモは、西欧内陸の歴史的な郵便の拠点であった。中世、ベルガモ飛脚と呼ばれる郵便業者を組織したトゥルン・ウント・タクシス家は、郵便網を発展させ、近代郵便の原点ともされるライヒスポスト（神聖ローマ帝国の郵便事業）を管掌した。
2017年、旧市街の一部が「ベルガモの要塞都市」として世界遺産「16世紀から17世紀のヴェネツィアの防衛施設群:スタート・ダ・テッラと西スタート・ダ・マール」の一部として登録された（ID1533）。

## 名称
標準イタリア語以外では以下の名称を持つ。
- ロンバルディア語ベルガモ方言 (en) : Bèrghem ( 音声ファイル)

## 地理

### 位置・広がり
ベルガモ県の中部やや南西寄りに位置しており、レッコから南東へ28km、ブレシアから西北西へ45km、州都ミラノから北東へ46kmの距離にある。

#### 隣接コムーネ
隣接するコムーネは以下の通り。
- アッツァーノ・サン・パオロ
- クルノ
- ゴルレ
- ラッリオ
- モッツォ
- オーリオ・アル・セーリオ
- パラディーナ
- ポンテラーニカ
- セリアーテ
- ソリーゾレ
- ステッツァーノ
- トッレ・ボルドーネ
- トレヴィオーロ
- ヴァルブレンボ

### 地形・地勢
市域の東方にセーリオ川、西方にブレンボ川が流れる。いずれもポー川水系アッダ川の支流であり、クレモナ近郊でポー川に注ぐ。

### 地震分類
イタリアの地震リスク階級 (it) では、3 に分類される
。

### 市街
ベルガモは旧市街のチッタ・アルタと呼ばれるベルガモ・アルタと、FSの駅がある新市街のチッタ・バッサと呼ばれるベルガモ・バッサとに分けることができる。旧市街は丘の上に壁で囲まれており、2017年に「ベルガモの要塞都市」として世界遺産「16世紀から17世紀のヴェネツィアの防衛施設群:スタート・ダ・テッラと西スタート・ダ・マール」の一部として登録された（ID1533）。新市街からケーブルカーで行く。

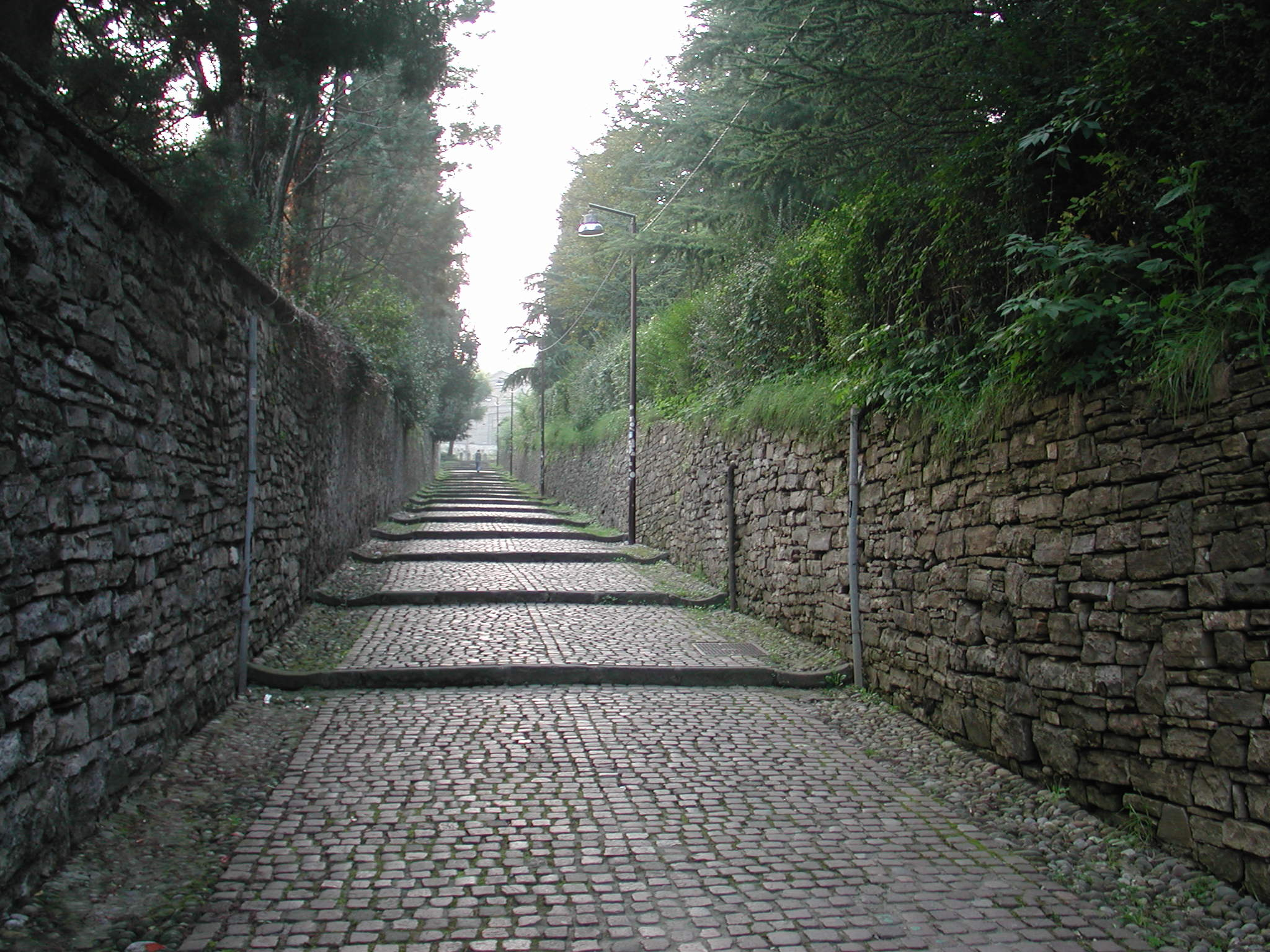
ベルガモ・アルタへの道
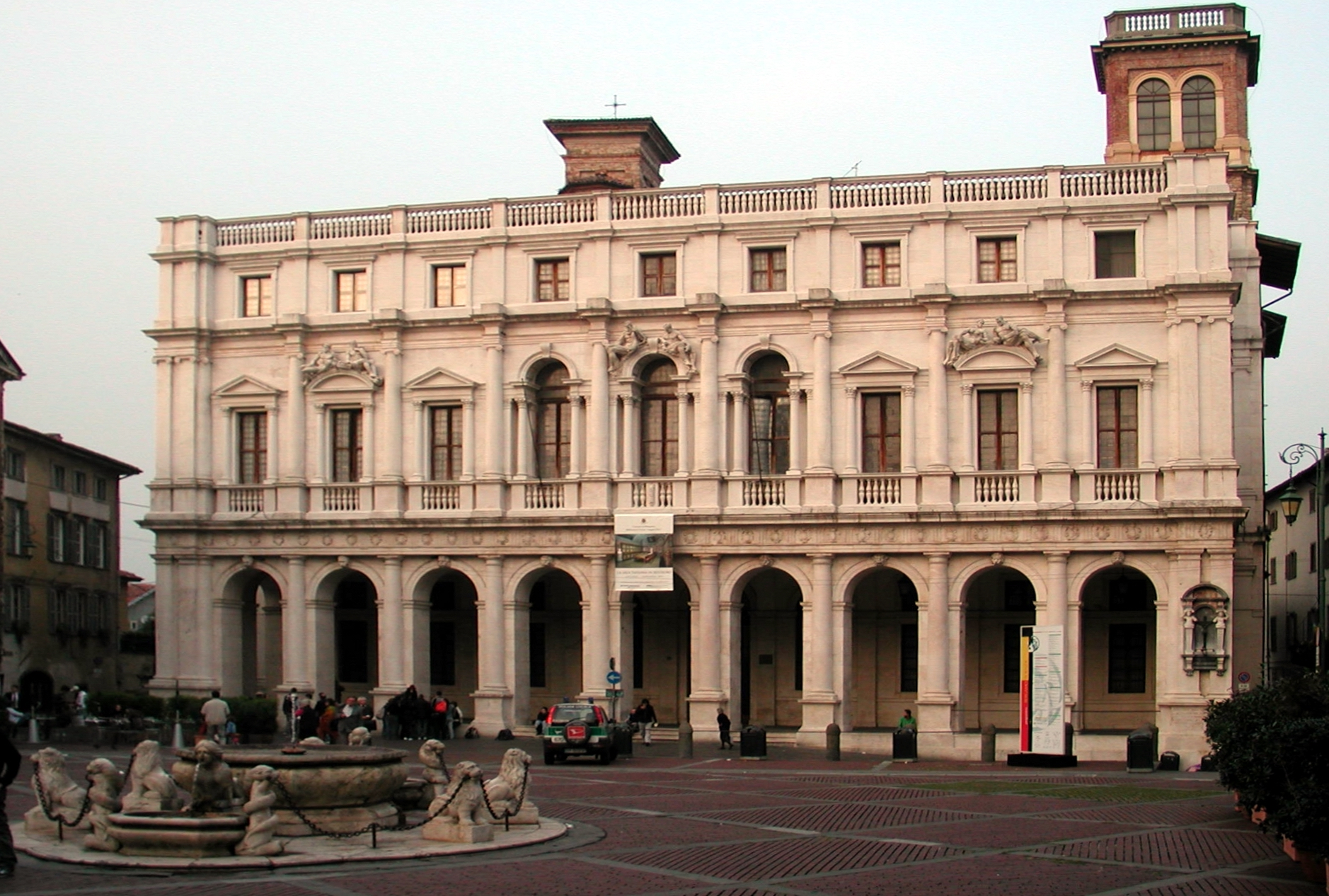
ヴェッキア広場とアンジェロ・マイ図書館
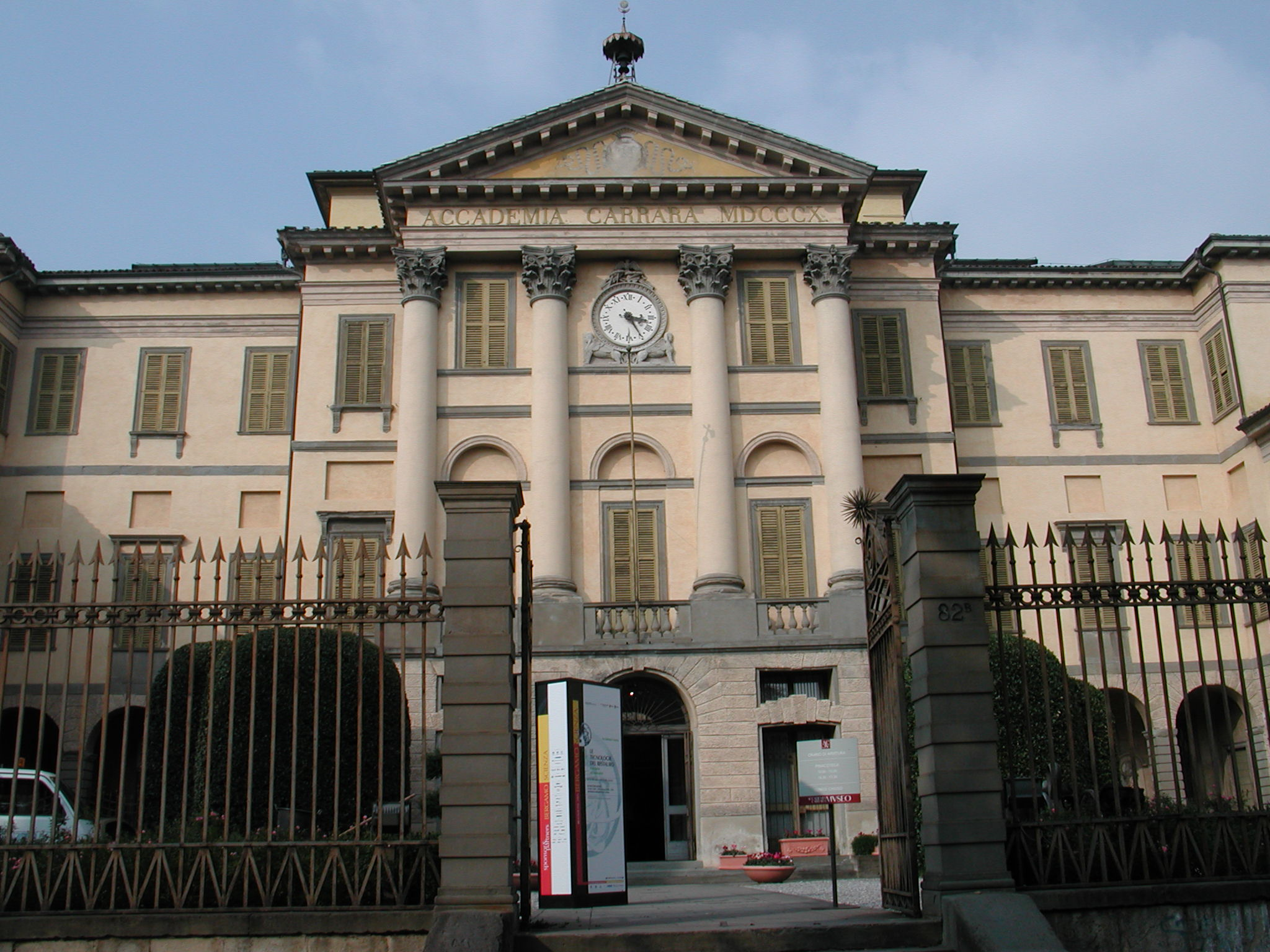
美術館アッカデミア・カッラーラ
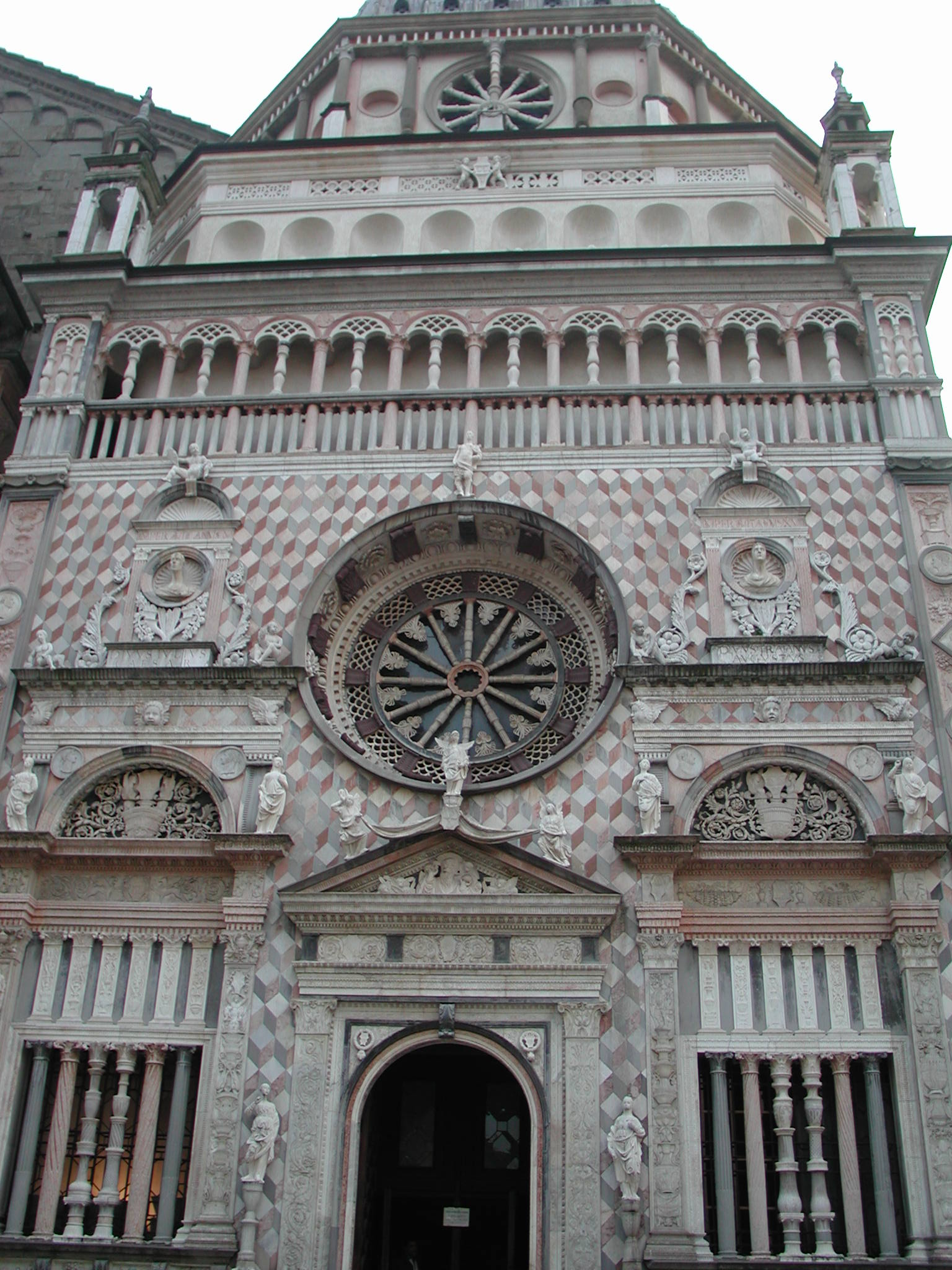
コッレオーニ礼拝堂

## 歴史

### 古代
ベルガモの起源は、ケルト系の民族であるCenomaniによって建設された古代の都市ベルゴムム（ラテン語: Bergomum）である。紀元前49年、この街は共和政ローマのムニキピウムとなり、最盛期には1万人の住民が暮らしていた。この都市はフリウリとラエティアを結ぶ軍事道路の重要な結節点であった。5世紀に入ると、アッティラによって破壊された。

### 中世

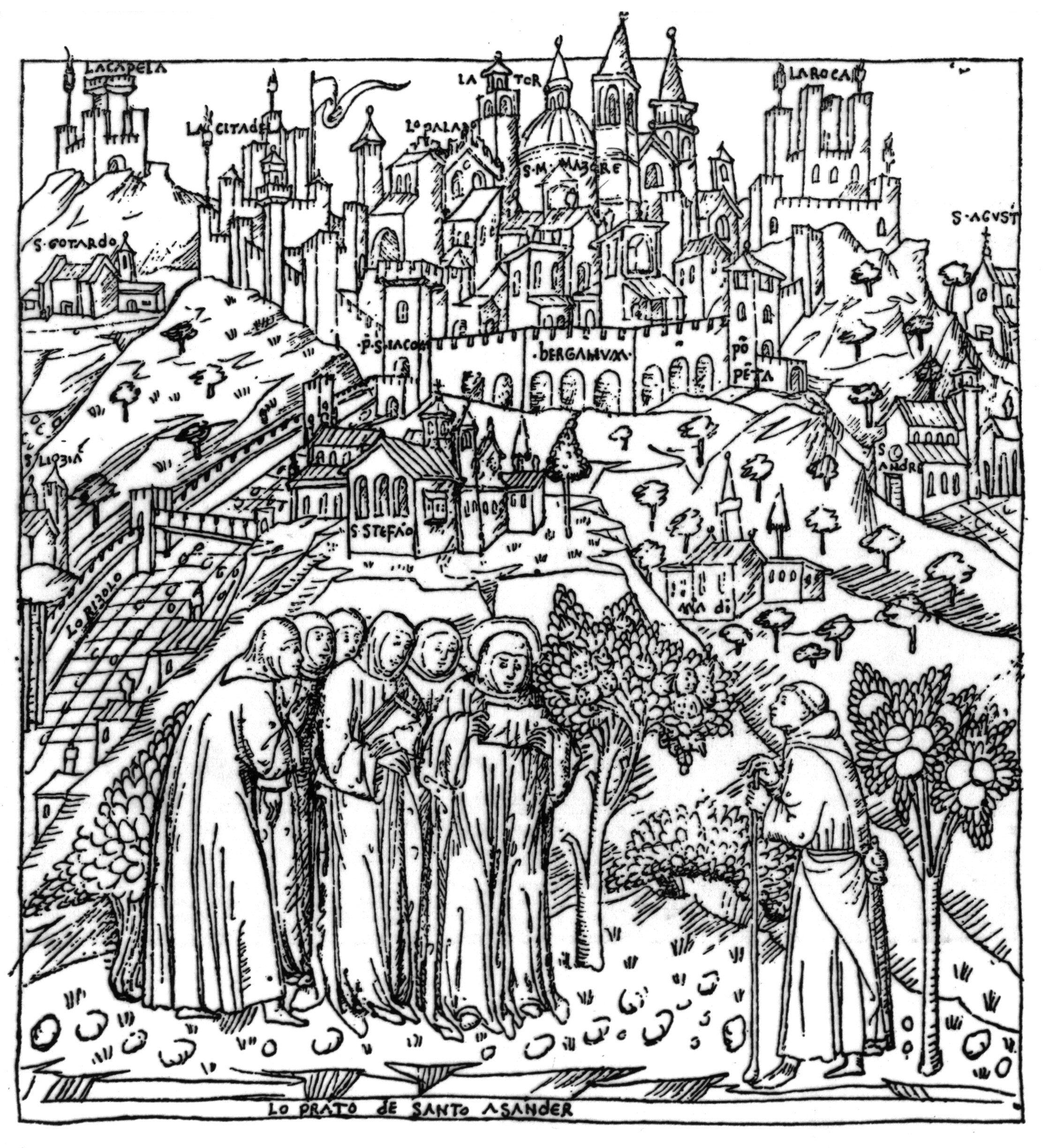
Bergamo in the year 1450.

6世紀よりランゴバルド王国の支配下に入り、ブレシアやトレント、チヴィダーレ・デル・フリウーリとともに、北イタリアにおける王国の重要な拠点となった。この都市を支配した最初のランゴバルド人のドゥクス (Duke (Lombard)) は Wallaris であった。
8世紀後半、ランゴバルド王国がフランク王国のカール大帝によって征服されると、この街は Auteramus の領国の首都となった。
11世紀以降、ベルガモは自治都市となり、ロンバルディア同盟の一員として、1165年に神聖ローマ皇帝フリードリヒ1世を撃退した。教皇派と皇帝派の対立は、この街では教皇派に属するスアルディ家 (Suardi (dynasty)) と皇帝派に属するコッレオーニ家 (Colleoni) の対立としてあらわれた。
ベルガモ近郊のアルメンノに暮らしていたオモデオ・タッソの一族は、両勢力の反目を避けて山奥のコルネッロに移り、オモデオもここで成長した。1290年頃、オモデオ・タッソは一族とともにベルガモで飛脚会社 (Compagnia dei Corrieri) を組織した。ベルガモは、ポー川水系のセーリオ川・ブレンボ川を通じてアドリア海へ出ることができ、彼らの郵便はミラノとヴェネツィア、ローマを結んだ。彼らの子孫（トゥルン・ウント・タクシス家）は、のちに神聖ローマ帝国の郵便事業（ライヒスポスト）を掌り、ベルガモ飛脚は近代的郵便事業の嚆矢とされる。
1264年以後、ベルガモは断続的にミラノの支配下に置かれた。1331年、ベルガモの市民はボヘミア王ヨハン・フォン・ルクセンブルクに都市を献じてその庇護下に入ったが、ミラノのヴィスコンティ家が再征服した。

### ルネサンスと近代
1407年にマラテスタ家が短期間支配したあと、1428年にはヴェネツィア共和国の支配下に入り、以後1797年までその一部となった。15世紀、ヴェネツィア共和国のもとで傭兵隊長（コンドッティエーレ）のバルトロメーオ・コッレオーニがこの街の領主となった。ヴェネツィア人たちは、チッタ・アルタを要塞化した。
16世紀、ベルナルド・タッソが諸侯を転々とする。
1797年、ベルガモはフランス共和国のナポレオンに征服される。以後、ミラノなど北イタリアの諸地域ともどもその領域に組み込まれ、チザルピーナ共和国、イタリア共和国、イタリア王国の一部となった。

### 19世紀以後
1815年、ウィーン議定書に基づきオーストリア帝国領（ロンバルド＝ヴェネト王国の一部）となることが確認された。
第二次イタリア独立戦争中の1859年、この都市はサルデーニャ王国に従ったジュゼッペ・ガリバルディによって解放された。チューリッヒ条約により、サルデーニャ王国をロンバルディアが領有することが確認され、ベルガモ県が置かれた。1860年にガリバルディが義勇軍「千人隊」 (it:I Mille) を集めた際、この街からはフランチェスコ・ヌッロ (Francesco Nullo) など63人が参加した。ベルガモは最も多くの千人隊兵士を輩出した都市であり、イタリア統一運動（リソルジメント）に果たした功績によって「千人隊の町」（Città dei Mille）とも呼ばれる。
1861年にイタリア統一が成り、イタリア王国が成立すると、ベルガモはその一部となった。
20世紀、ベルガモはイタリアの主要工業都市の一つとなった。ベルガモは、第二次世界大戦で大きな戦災を被らなかった数少ない大都市のひとつである。
2020年の新型コロナウイルス感染症の流行では、イタリアでは感染者数・死者数が一時世界でワーストになるほど大きな被害を出したが、その中でも特に深刻な被害を出したベルガモでは人口の数パーセントが死亡した。

## 行政

### 地区
ベルガモには、以下の25地区(クアルティエーレ)がある。
- Boccaleone, Borgo Palazzo, Borgo Santa Caterina, Campagnola, Carnovali, Celadina, Centro - Papa Giovanni XXIII, Centro - Pignolo, Centro - Sant'Alessandro, Città Alta, Colli, Colognola, Conca Fiorita, Grumello del Piano, Longuelo, Loreto, Malpensata, Monterosso, Redona, San Paolo, San Tomaso de' Calvi, Santa Lucia, Valtesse - San Colombano, Valverde - Valtesse Sant'Antonio, Villaggio degli Sposi

## 文化・観光
旧市街
- チッタデッラ（城塞）と考古学博物館及び自然史博物館
- ヴェッキア広場
- ラジョーネ宮
- パラッツォ・ヌオーヴォ (ベルガモ)
- サンタ・マリア・マッジョーレ教会
- コッレオーニ礼拝堂
- 洗礼堂
- ベルガモ大聖堂
- ロッカ (ベルガモ)（城塞）
- ロレンツォ・ロタ植物園

新市街
- アッカデミア・カッラーラと近現代美術ギャラリー

## 交通
丘の麓の街（Città Bassa）である新市街にベルガモ駅が、郊外のオーリオ・アル・セーリオにオーリオ・アル・セーリオ空港（ベルガモ空港）がある。空港と市街地の間は路線バス1,1A系統（毎時3本運行）で結ばれている。
市街地ではA.T.B.社によってトラム及び路線バスが運行されている。また、旧市街ではケーブルカー（旧市街ケーブルカー、サン・ヴィジリオ ケーブルカー）も運行されている。

## スポーツ
プロサッカークラブとしてアタランタBCがある。本拠地はスタディオ・アトレティ・アズーリ・ディターリア。1907年創設と歴史あるチームで、コッパ・イタリア獲得1回（1962-63）を記録する。セリエA（1部）とセリエB（2部）との間で昇格・降格を繰り返すクラブであるが、近年はトップリーグで安定した成績を収めている。選手育成に定評のあるクラブでもある。2023-2024シーズンには、UEFAヨーロッパリーグのタイトルを獲得した。
女子バレーボールクラブ、バレー・ベルガモの本拠地である。1994-95シーズン以来イタリア国内トップリーグであるセリエA1に属しており（2013-14シーズン現在）、セリエA優勝8回、コッパ・イタリア優勝5回、スーペルコッパ・イタリアーナ優勝6回、欧州チャンピオンズリーグ優勝7回（2014年現在）を数える強豪である。
アメリカンフットボールチーム、ベルガモ・ライオンズの本拠地である。スーパーボウル・イタリアーノ（イタリア選手権）優勝12回、ユーロボウル優勝3回、チャンピオンリーグ優勝1回などの記録（2014年現在）を持つ、イタリア屈指のチームである。

## 人物

### 著名な出身者
- ピエトロ・ロカテッリ - 18世紀の作曲家
- ガエターノ・ドニゼッティ - 19世紀の作曲家。
- アンジェロ・マッツォーラ - 作曲家、ギタリスト
- カルロ・エミリオ・ボンフェローニ - 数学者
- ジャコモ・マンズー - 彫刻家
- カルロ・ウビアリ - オートバイレーサー
- ヴァルテル・ボナッティ - 登山家
- アンドリュー・ビタビ - 電気工学者
- コスタンティノ・ロッカ - プロゴルファー

### ゆかりの人物
- バルトロメーオ・コッレオーニ - 15世紀の傭兵隊長（コンドッティエーレ）、ベルガモの領主。
- ジモン・マイール - 18-19世紀の作曲家。サンタ・マリア・マッジョーレ教会の楽長を長く務め、当地に音楽院を設立した。

## 姉妹都市
- グリーンヴィル（アメリカ合衆国）
- プエブロ（アメリカ合衆国）
- ミュールーズ（フランス）
- トヴェリ（ロシア）
- 蚌埠市（中国）
- ブエノス・アイレス（アルゼンチン）